# Список територіальних громад Запорізької області
Це список територіальних громад Запорізької області, створених в рамках адміністративно-територіальної реформи 2015—2020.

## Загальний перелік громад
1. Андрівська сільська громада,
2. Андріївська селищна громада,
3. Бердянська міська громада,
4. Берестівська сільська громада,
5. Коларівська сільська громада,
6. Осипенківська сільська громада,
7. Приморська міська громада,
8. Чернігівська селищна громада,
9. Благовіщенська сільська громада,
10. Василівська міська громада,
11. Великобілозерська сільська громада,
12. Водянська сільська громада,
13. Дніпрорудненська міська громада,
14. Енергодарська міська громада,
15. Кам’янсько-Дніпровська міська громада,
16. Малобілозерська сільська громада,
17. Михайлівська селищна громада,
18. Роздольська сільська громада,
19. Степногірська селищна громада,
20. Біленьківська сільська громада,
21. Вільнянська міська громада,
22. Долинська сільська громада,
23. Запорізька міська громада,
24. Комишуваська селищна громада,
25. Кушугумська селищна громада,
26. Матвіївська сільська громада,
27. Михайлівська сільська громада,
28. Михайло-Лукашівська сільська громада,
29. Новомиколаївська селищна громада,
30. Новоолександрівська сільська громада,
31. Павлівська сільська громада,
32. Петро-Михайлівська сільська громада,
33. Степненська сільська громада,
34. Таврійська сільська громада,
35. Тернуватська селищна громада,
36. Широківська сільська громада,
37. Веселівська селищна громада,
38. Кирилівська селищна громада,
39. Костянтинівська сільська громада,
40. Мелітопольська міська громада,
41. Мирненська селищна громада,
42. Новенська селищна громада,
43. Новобогданівська сільська громада,
44. Нововасилівська селищна громада,
45. Новоуспенівська сільська громада,
46. Олександрівська сільська громада,
47. Плодородненська сільська громада,
48. Приазовська селищна громада,
49. Семенівська сільська громада,
50. Терпіннівська сільська громада,
51. Чкаловська сільська громада,
52. Якимівська селищна громада,
53. Більмацька селищна громада,
54. Воздвижівська сільська громада,
55. Воскресенська сільська громада,
56. Гуляйпільська міська громада,
57. Комиш-Зорянська селищна громада,
58. Малинівська сільська громада,
59. Малотокмачанська сільська громада,
60. Молочанська міська громада,
61. Оріхівська міська громада,
62. Пологівська міська громада,
63. Преображенська сільська громада,
64. Розівська селищна громада,
65. Смирновська сільська громада,
66. Токмацька міська громада,
67. Федорівська сільська громада